# Coenonympha beraberensis
Coenonympha beraberensis är en fjärilsart som beskrevs av Lay och Rose 1979. Coenonympha beraberensis ingår i släktet Coenonympha och familjen praktfjärilar. Inga underarter finns listade i Catalogue of Life.